# معاهدة فاس

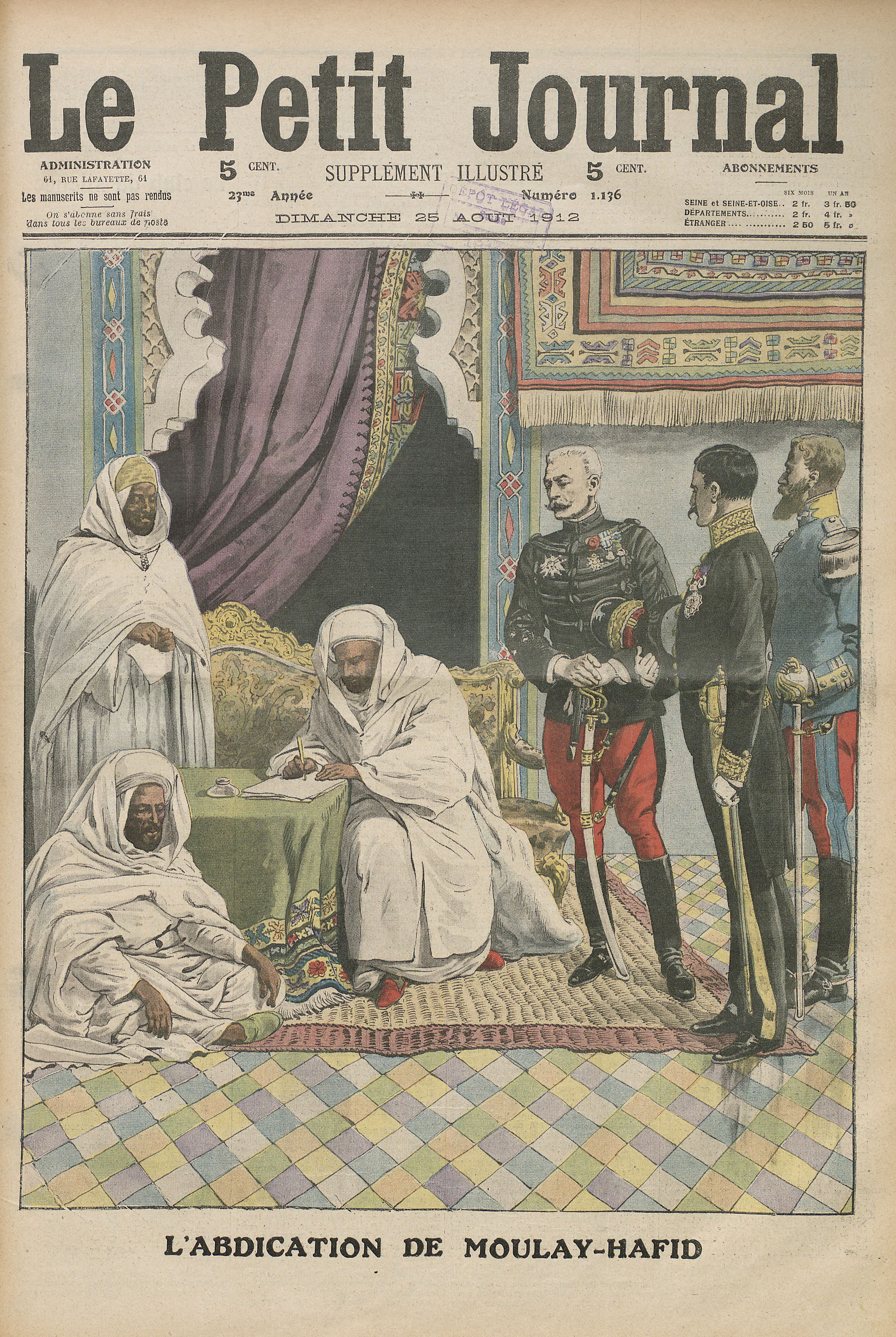
رسم للسلطان العلوي عبد الحفيظ وهو يوقع على معاهدة فاس في الإضافة المصورة الأسبوعية لجريدة لو بوتي جورنال، من طباعة 25 أغسطس 1912.

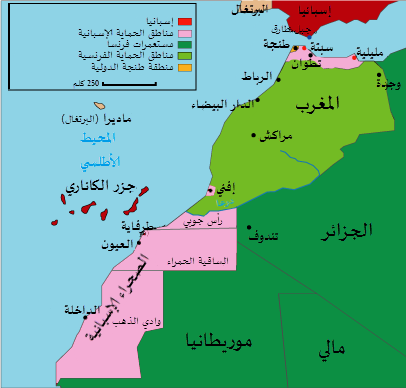
الحماية الثلاثية على المغرب (1912 - 1956)

معاهدة فاس هي معاهدة وقعت في 30 مارس 1912 ارغم بموجبها السلطان عبد الحفيظ المغرب لفرنسا، جاعلا المغرب تحت
الحماية. وبموجب اتفاقية بين فرنسا وإسبانيا في نوفمبر من العام نفسه حصلت إسبانيا على محمية في شمال المغرب تضم الريف (في الشمال) وإفني (على الساحل الأطلسي في الجنوب الغربي)، وكذلك منطقة طرفاية (جنوب نهر درعة). في المحمية الإسبانية ظل السلطان ذو سيادة إسمية وكان يمثله في سيدي إفني نائب للملك تحت سيطرة المندوب السامي الإسباني. وقد تم تقسيم المغرب إلى 3 مناطق (انظر الصورة):
- المنطقة الشمالية الريف والمنطقة الجنوبية إفني وطرفاية تحت الحماية الإسبانية.
- المنطقة الوسطى تحت الحماية الفرنسية.
- مدينة طنجة خضعت لحماية دولية.

وكانت اتفاقيات خاصة بين فرنسا وإيطاليا سنة 1902 وبين فرنسا وإنكلترا سنة 1904، واتفاقية أخرى فرنسية - ألمانية، وبدون استشارة السلطان، قد قسمت شمال أفريقيا إلى مناطق نفوذ. وأعطت تلك الاتفاقيات لفرنسا المسؤولية عن مراكش (المغرب). وفي المغرب نفسه عام 1894، فقد اعتلى السلطان عبد العزيز، بعمر 16 سنة، العرش مع تعيين أوروبيون كبار مستشارين في البلاط، بينما أصبح حكام الأقاليم أكثر استقلالاً عن السلطان. وخلع السلطان عام 1908، وتدهور الأمن والنظام في البلاد في عهد خلفه السلطان عبد الحفيظ. وبعد توقيعه على معاهدة فاس، فقد تنازل عبد الحفيظ عن عرشه لأخيه يوسف. حيث اعتبرت فرنسا السلطان مولاي عبد الحفيظ الذي حاول انتهاج سياسة مستقلة، شخصية لا يعتمد عليها، فعزلته من منصبه في أغسطس 1912 وعينت مكانه أخاه الأصغر مولاي يوسف، الذي سهّل على فرنسا التحكم به.

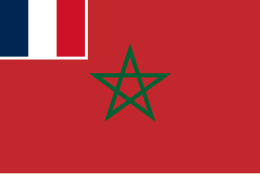
شعار المغرب خلال الحماية الفرنسية، بعد توقيع معاهدة الحماية 1912

اعتمدت فرنسا على الاستثمار العام والخاص وعلى تنظيم إداري محكم وعلى القوة العسكرية للاستفادة من خيرات البلاد وتهميش المغاربة وخاصة الفلاحين والتجار والحرفيين والعمال الذين سيكون لهم دور أساسي في تطور الحركة الوطنية وظهور المقاومة المسلحة. منطقتا المحمية الإسبانية كانتا أقل حظاً من التنمية ولم يكن بهما الكثير من الطرق المعبدة، ويفصل بينهما خليج الحسيمة. معاهدة فاس أعطت حق استغلال مناجم الحديد في جبل أوكسان للشركة الإسبانية لمناجم الريف (Compañía Española de Minas del Rif)، والتي أُعطيت الأذن لبناء خط سكة حديدية ليربط المناجم بميناء مليلية.
الوطنيون المغاربة رأوا في توقيع المعاهدة خيانة، وأدى ذلك إلى حرب الريف (1919 - 1926) بين الإسبان وقبائل الريف وجبالة المغربية بزعامة محمد بن عبد الكريم الخطابي الذي أسس جمهورية الريف قصيرة العمر .

## خلفية تاريخية
شكّلت معاهدة فاس محطة تاريخية فاصلة في تاريخ المغرب، بعدما كرّست وضع المغرب كدولة محمية تحت السيطرة الفرنسية، منهية بذلك فعليًا استقلال المملكة المغربية الذي دام قرونًا.

### الأحداث التي أدت إلى توقيع المعاهدة
● تأزّم الأوضاع السياسية والاقتصادية:
في مطلع القرن العشرين، كان المغرب يعاني من ضعف داخلي نتيجة الأزمات الاقتصادية والاضطرابات السياسية الداخلية. بالإضافة إلى أن القوى الأوروبية الكبرى، مثل فرنسا وإسبانيا وألمانيا، كانت تسعى لتعزيز نفوذها في شمال إفريقيا، وكان المغرب في مرمى هذه الأطماع.

● الأزمة المغربية الأولى (1905-1906م):
شكّلت الأزمة المغربية الأولى وما تلاها من أحداث مؤتمر الجزيرة الخضراء، جزءاً من سلسلة من الأحداث التي زادت من الضغط على المغرب. وبالرغم من أن المؤتمر أكّد على استقلال المغرب، إلا أنه في الواقع منح فرنسا وإسبانيا جميع الصلاحيات في إدارة الشؤون المغربية. في السنوات اللاحقة، تعمّقت التوترات الداخلية والخارجية، مما أدى في النهاية إلى توقيع معاهدة فاس.

● الاضطرابات الداخلية والانتفاضات ضد النظام:
في بداية عام 1912م، شهد المغرب اضطرابات داخلية متزايدة، بما في ذلك انتفاضات وثورات ضد السلطان عبد الحفيظ، بسبب استيائهم من سياساته التي اعتبروها غير قادرة على مواجهة التهديدات الأجنبية، مثل ثورة بوحمارة. في ظلّ هذه الظروف، وجدت فرنسا ذريعة للتدخل العسكري بحجة استعادة النظام ودعم السلطان.

● الضغوط الأجنبية على المغرب:
ازدادت الضغوط الأجنبية على المغرب، وخاصة الضغوط الفرنسية على السلطان عبد الحفيظ التي تزايدت بشكل كبير، وفي 30 مارس 1912م، وجد السلطان عبد الحفيظ نفسه مجبوراً على توقيع معاهدة فاس، والتي تم بموجبها إعلان المغرب كدولة محمية تحت سيطرة فرنسا، مع الحفاظ على العرش المغربي بشكل رمزي.

## نص المعاهدة
نص المعاهدة المكتوب بالعربية كما يلي:

### مقدمة
الحمد لله وحده
إن دولة الجمهورية الفرنسية ودولة جلالة السلطان الشريفة بناء على ما لهما من الاهتمام بتأسيس نظام مضبوط مبنى على السكينة الداخلية والراحة العمومية يسوغ به إدخال الإصلاحات وإثبات النشر الاقتصادي بالمغرب قد اتفقتا على ما سيذكر:

### الفصل الأول
إن دولة الجمهورية الفرنسية وجلالة السلطان قد اتفقا على تأسيس نظام جديد بالمغرب مشتمل على الإصلاحات الإدارية والعدلية والتعليمية والاقتصادية والمالية والعسكرية التي ترى الدولة الفرنسية إدخالها نافعا بالمملكة المغربية
وهذا النظام يكون يحترم حرمة جلالة السلطان وشرفه العارم وكذلك الحالة الدينية وتأسيساتها والشعائر الإسلامية وخصوصا تأسيسات الأحباس كما يكون هذا النظام محتويا على تنظيم مخزن شريف مضبوط.
دولة الجمهورية الفرنسية تتفاوض مع الدولة الإسبانية في شأن المصالح الناشئة لهذه الدولة من حالتها الجغرافية ومستعمراتها الأرضية الكائنة بالساحل المغربي
كذلك مدينة طنجة تبقى على حالتها الخصوصية المعترف لها بها والتي من مقتضاها يتأسس نظامها البلدي.

### الفصل الثاني
جلالة السلطان يساعد من الآن على الاحتلالات العسكرية بالإيالة المغربية التي تراها الدولة واجبة لاستثبات السكينة والتأمين على المعاملات التجارية وذلك بعد تقويم الإعلام للمخزن الشريف كما يساعد على أن الدولة الفرنسية تقوم بعمل الحراسة برّاً وكذلك بحرا بالمياه المغربية.

### الفصل الثالث
دولة الجمهورية تتعهد بإعطائها لجلالة السلطان الإعانة المستمرة ضد كل خطر يمس بذاته الشريفة أو بحرس مملكته أو ينشأ عنه اضطراب بإيالته وهذا الإعانة تعطي أيضا لوالي العهد أو لمن يخلفه.

### الفصل الرابع
إن الوسائل التي يتوقف عليها نظام الحماية الجديد تبرز على يد جلالة السلطان وعلى يد الولاة الذين لهم التفويض من الجناب الشريف وذلك بمعروض من الدولة الفرنسية وهذا العمل يكون جاريا أيضا في الضوابط الجديدة والتغييرات في الضوابط الموجودة.

### الفصل الخامس
تعيّن الدولة الفرنسية مندوبا مقيما عاما يكون نائبا عنها لدى جلالة السلطان ومستودعا لتفويضاتها بالمغرب كما يكون يسهر على القيام بإنجاز هذا الوفق.
يكون المندوب المقيم العام هو الواسطة الوحيد بين جلالة السلطان ونواب الأجانب كما يكون الواسطة أيضا في المصارفة التي لهؤلاء النواب مع الدولة المغربية
المندوب المقيم العام يكون مكلفا بسائر المسائل المتعلقة بالأجانب في الإيالة الشريفة ويكون له التفويض بالمصادقة والإبراز في اسم الدولة الفرنسية لجميع القوانين الصادرة من جلالة السلطان.

### الفصل السادس
نواب فرنسة السياسيون والقنصليون يكونون هم النائبون عن المخزن والمكلفون بحماية رعايا ومصالح المغرب بالأقطار الأجنبية.
جلالة السلطان يتعهد بعدم عقد أي وفق كان له معنا دولية من غير موافقة دولة الجمهورية الفرنساوية.

### الفصل السابع
دولة فرنسا والدولة الشريعة يتأملا فيما بعد باتفاق معا في تأسيس أصول شاملة لنصب نظام مالي يسوغ به ضمانة ما يتعهد به بيت المال الشريف وقبض محصولات الإيالة على وجه منظم وذلك مع احترام الحقوق المخولة لحملة سهام السلفات المغربية العمومية.

### الفصل الثامن
يتعهد جلالة السلطان بأن لا يعقد في المستقبل أما رأسا أما بواسطة أي سلف كان عموميا أو خصوصيا أو يمنح بأي صفة كانت باختصاص من الاختصاصات من غير موافقة الدولة الفرنسية.

### الفصل التاسع
هذا الوفق يعدم لمصادقة دولة الجمهورية الفرنسية ونصر المصادقة يدفق لجلالة السلطان في أقرب وقت ممكن
وبمقتضى ما سطر أعلاه حرر الفريقان هذا الوفق وختما عليه بختمهما بعاصمة فاس يوم 30 مارس سنة 1912 الموافق الحادي عشر ربيع الثاني عام 1330.
عبد الحفيظ
يشهد الواضعان خط يدهما أسفله
بصحة التعريب أعلاه ومطابقته للنص الفرنساوي حرفا حرفا كما يشهدان بإصلاح التاريخ.

## نتائج المعاهدة
أدت معاهدة فاس إلى تغييرات جذرية في المغرب. فقد أصبح المغرب خاضعًا للسيطرة الفرنسية الكاملة، وتم فرض نظام استعماري أثر بشكل كبير على المجتمع المغربي واقتصاده. استمر هذا الوضع حتى حصل المغرب على استقلاله في عام 1956م.
كما أدت المعاهدة إلى تصاعد المعارضة الداخلية ضد الاستعمار، ما أسفر عن حركات مقاومة مسلحة وانتفاضات ضد الوجود الفرنسي والإسباني، كان أبرزها: ثورة عبد الكريم الخطابي في الريف.